# وداد دميروز
وداد دَميرُوز (بالتركية: Vedat Demiröz)‏, (ولد: 1956, بدليس, تركيا) سياسي تركي. ونائب حالي وسابق في البرلمان التركي لأكثر من دورة ممثلا عن حزب العدالة والتنمية.